# 亡命賽車2000
《亡命賽車2000》（英語：Death Race 2000）是一部1975年美國政治諷刺動作片，由保羅·巴特爾執導，改編自伊卜·梅契爾的短篇小說《賽車手》（The Racer）。由大衛·卡拉定、賽蒙妮·葛瑞費斯（Simone Griffeth）和席維斯·史特龍主演。故事設定於2000年、社會動盪和經濟崩潰的美國，敘述「死亡賽車」是一項受全國歡迎的公路運動競賽，參賽者會在與其他車手競爭的同時將無辜的路人撞倒來得分。
美國於1975年4月27日上映。電影起初的評價並不佳，但在經過多年後，電影獲得了好評，並被認為是一部受到小眾粉絲歡迎的邪典文化。

## 劇情
在1997年世界經濟崩盤後，發生了大規模的內亂和經濟崩潰。美國政府在戒嚴令下重組為極權主義政權。為了安撫民心，政府舉辦橫貫大陸公路賽「死亡賽車」，讓一群車手駕駛改裝車在彼此競爭的同時將無辜的路人撞倒來得分，因暴力、血腥而聞名。2000年參加第20屆年度比賽的五位車手，都堅持職業摔跤風格，各自駕駛個人風格的主題車，包括身穿神秘風衣的冠軍和民族英雄「科學怪人」、芝加哥硬漢黑幫「巨砲喬揚」、女牛仔「災難珍」、新納粹「野人」瑪蒂爾達和羅馬角鬥士「英雄尼祿」。巨砲喬揚積分位居第二名，是最有望擊敗科學怪人的人。
由1770年代美國獨立戰爭英雄托马斯·潘恩的後裔湯瑪西娜·潘恩領導的抵抗組織計劃透過破壞比賽、殺死大部分車手，來反抗目前由一名稱為「總統先生」的人領導的政權，還打算抓科學怪人作人質。組織派遣潘恩的曾孫女安妮·史密斯擔任科學怪人的領航員，潛伏於對方的身旁。她計劃引誘他中埋伏，以便讓替身取代他。儘管潘恩女士自己發送了全國廣播，但抵抗行動對比賽的破壞被政府掩蓋，轉而歸咎於法國，他們也因破壞國家經濟和電話系統而成為敵人。在抵抗組織的努力下，英雄尼祿被一個偽裝成嬰兒的炸彈炸死，瑪蒂爾達被誘導駛入山崖下方身亡，災難珍則被一枚地雷炸死。這場比賽中只剩下科學怪人和巨砲喬揚在競爭。安妮發現科學怪人的面具和毀容的臉只是一種偽裝；事實上，他是政府眾多隨機受訓者之一，每當科學怪人出事故時，就會有替補者來頂替其位置，塑造使外界認為科學怪人死不了的形象。
當前的科學怪人向安妮透露了他自己的計劃殺死總統先生：當他贏得比賽並與總統先生握手時，他會引爆植入他右手義肢的手榴彈。然而，當巨砲喬揚襲擊科學怪人時，安妮被迫用上那枚手榴彈，成功殺死了巨砲喬揚。擊敗對手和抵抗組織伏擊的科學怪人受傷並且無法執行他原有的「手榴彈」暗殺計劃。他讓安妮換上自己的蒙面服裝，並計劃代替他暗殺總統先生。但不知情的湯瑪西娜開槍打傷了偽裝的安妮，真正的科學怪人從車裡出來並開車撞翻了講台，得以殺了總統先生。政權產生新變化，科學怪人成為新總統，與安妮結婚並任命國防部長，以重建國家並解散獨裁統治。橫貫大陸公路賽的主播朱尼爾·布魯斯反對取消比賽，並無禮地聲稱公眾需要暴力表演。對他感到不爽的科學怪人開車撞死了對方，最後在人群的歡呼下駕車與安妮一起離開。

## 演員
- 大衛·卡拉定飾演「科學怪人」（'Frankenstein'）
- 賽蒙妮·葛瑞費斯（Simone Griffeth）飾演安妮·史密斯（Annie Smith）
- 席維斯·史特龍飾演喬·「巨砲喬揚」·瓦特波（Joe 'Machine Gun Joe' Viterbo）
- 瑪麗·沃倫諾夫飾演珍·「災難珍」·凱利（Jane 'Calamity Jane' Kelly）
- 羅貝塔·科林斯（Roberta Collins）飾演「野人」瑪蒂爾達（Matilda 'The Hun'）
- 馬丁·高夫（Martin Kove）飾演雷·「英雄尼祿」·洛納根（Ray 'Nero The Hero' Lonagan）
- 露易莎·莫瑞茲（Louisa Moritz）飾演麥菈（Myra）
- 唐·斯蒂爾（Don Steele）飾演朱尼爾·布魯斯（Junior Bruce）
- 喬伊絲·詹姆森（Joyce Jameson）飾演葛蕾絲·潘德（Grace Pander）
- 桑迪·麥卡倫（Sandy McCallum）飾演「總統先生」（'Mr. President'）
- 哈丽特·梅丁（Harriet Medin）飾演湯瑪西娜·潘恩（Thomasina Paine）
- 約翰·蘭迪斯飾演機械工

## 重拍
電影的重拍版《絕命尬車》於2008年上映，由保羅·W·S·安德森執導，傑森·史塔森主演。在這之後亦有兩部DVD首映續集，分別為前傳《絕命尬車2》（2010年）和《絕命尬車3：地獄》（2013年），皆由羅依·羅尼執導、路克·高斯主演。

## 續集
而《亡命賽車2000》的續集《亡命賽車2050》則於2017年推出，由G·J·艾希頓坎普執導，羅傑·科曼擔任監製，馬努·班奈特主演科學怪人。

## 另見
- 《吃掉巴黎的汽車（英语：The Cars That Ate Paris）》
- 《五重奏》
- 《迷霧追魂手》
- 《壯士血（英语：The Blood of Heroes）》
- 《魔鬼阿諾》

## 外部連結
- 互联网电影数据库（IMDb）上《亡命賽車2000》的资料（英文）
- TCM电影资料库上《亡命賽車2000》的资料（英文）
- AllMovie上《亡命賽車2000》的资料（英文）
- 爛番茄上《亡命賽車2000》的資料（英文）